# Bornéu do Norte
Bornéu do Norte foi um protetorado Britânico sob a Companhia Britânica do Bornéu do Norte de 1882 a 1946. De 1942 a 1945, Bornéu do Norte foi ocupada por forças militares japonesas, até serem expulsas pelas tropas australianas. A partir de 1946 até 1963, Bornéu do Norte tornou-se uma colónia da coroa do Reino Unido, conhecida nesta época como Bornéu do Norte Britânica. Localizava-se na extremidade nordeste da ilha de Bornéu.
É atualmente o estado de Sabá, Malásia Oriental.